# Landkreis Liebenwerda
Landkreis Liebenwerda var en landkreis i det nuværende Brandenburg, som eksisterede fra 1816 til opløsningen af delstaterne i DDR i 1952. Byen Liebenwerda var centrum for forvaltningen. Kredsen udgjordes af det sachsiske Amt Liebenwerda samt dele af amterne Hayn (Großenhain) og Mühlberg. Efter 1952 kom størstedelen af kredsen til at indgå i Kreis Bad Liebenwerda.